# Ofensiva en el este de Alepo (2024-presente)
La ofensiva del este de Alepo es una operación lanzada en la gobernación oriental de Alepo en el norte de Siria por las Fuerzas Democráticas Sirias (FDS) lideradas por los kurdos y respaldadas por Estados Unidos en diciembre de 2024 contra el Ejército Nacional Sirio (ENS) respaldado por Turquía para recuperar el control del territorio que se perdió durante la Ofensiva de Manbiŷ y avanzar desde Dayr Hafir hacia el área de la presa de Tishrin.  Los combates son parte de un conflicto de largo plazo entre Turquía (y sus aliados locales) y la Administración Autónoma del Norte y el Este de Siria (AANES), que tiene lugar tras la caída del régimen de Assad.

## Antecedentes
Tras la captura de la ciudad de Manbij por parte del ENS el 11 de diciembre, se alcanzó un acuerdo de alto el fuego temporal en la región entre el ENS y las FDS a través de la mediación de los Estados Unidos. Sin embargo, las actividades militares no cesaron, lo que finalmente desembocó en combates en la zona rural de Kobane . Además, el ENS se negó a evacuar a los combatientes o civiles de las FDS de Manbij, ejecutó a los soldados de las FDS capturados e intentó realizar operaciones ofensivas contra las FDS, lo que resultó en combates cerca de la presa de Tishrin.   La semana siguiente, el ENS declaró que había puesto fin al alto el fuego negociado por Estados Unidos con las FDS.  Turquía afirmó que el alto el fuego no existía.
La ofensiva se produce casi al mismo tiempo en que varias facciones rebeldes sirias acordaron con el líder de facto Ahmed al-Sharaa disolver sus grupos y pasar a estar bajo el nuevo Ministerio de Defensa del país. Las FDS no participaron en esta reunión en Damasco.

## Ofensiva
El Consejo Militar de Manbij de las FDS inició una ofensiva contra el Ejército Nacional Sirio cerca de la presa de Tishrin el 23 de diciembre de 2024. Las FDS lograron tomar el control de varias aldeas al sureste de Manbij . 
Al día siguiente, las FDS iniciaron ataques en dos direcciones diferentes. En el frente de Dayr Hafir, las FDS avanzaron desde la base aérea militar de Jirah a lo largo de la orilla occidental del Éufrates, donde tomaron el control de la estación de bombeo de agua de Babiri, cinco kilómetros al sur de la ciudad de Al-Khafsah y avanzaron desde la presa de Tishrin hasta el distrito de Abu Qalqal. Más al norte también comenzaron combates alrededor del puente Qarah Qawzak.  Un portavoz de las Unidades de Protección de Mujeres (YPJ) declaró que sus combatientes estaban ubicados a poco más de 11 kilómetros (7 millas) del centro de la ciudad de Manbij, lo que fue confirmado posteriormente por el SOHR. Durante los enfrentamientos con las YPJ y el MMC al menos 12 combatientes del ENS murieron en la zona de la presa de Tishrin.  El 26 de diciembre, el portavoz de las FDS, Ferhad Şamî, hizo una declaración en la presa de Tishrin confirmando el control de las FDS sobre la zona.  A la mañana siguiente, los combates llegaron a los alrededores del castillo de Najm.
Entre el 27 y el 31 de diciembre, los enfrentamientos continuaron principalmente en dirección a Abu Qalqal, donde ambos bandos ejecutaron varios intentos de infiltración. Durante estos enfrentamientos murieron dos combatientes de las FDS (incluido un comandante de las YPJ)     Mientras tanto, las FDS afirmaron que las Fuerzas Armadas Turcas están estableciendo dos bases militares en la zona rural de Manbij.  La subsecretaria de prensa del Pentágono, Sabrina Singh, declaró durante una conferencia de prensa que el alto el fuego negociado por Estados Unidos alrededor de la ciudad de Manbij "todavía se mantiene" a pesar de los combates simultáneos.
A principios de enero de 2025, ambos bandos se atacaron mutuamente con ataques con drones, incluido un ataque con drones turcos dirigido a la fábrica de azúcar de Dayr Hafir. El ENS, respaldado por la artillería turca, lanzó un ataque contra Khirbet Zamalah, al sur de la presa de Tishrin. Las FDS, por su parte, lograron derribar un avión no tripulado turco Bayraktar TB2 en la zona rural del sur de Kobane. Continuaron los enfrentamientos entre las fuerzas de las FDS y las ENS al oeste de la presa de Tishrin y más al norte, cerca del puente Qarah Qawzak. Al menos 50 combatientes del ENS y 12 de las FDS murieron en los enfrentamientos.   También estallaron peleas en Dayr Hafir.  El Instituto para el Estudio de la Guerra (ISW) evaluó que las FDS podrían intentar unir sus fuerzas con estos dos avances para fortalecer las líneas de suministro.  Los medios locales informaron en ese momento que Estados Unidos estaba construyendo bases cerca de la ciudad de Kobane   aunque el Pentágono ha negado estos informes.  El 4 de enero, los enfrentamientos continuaron en las cercanías de Sad Teshrin y Jisr Qarqozak, dejando 20 combatientes del ENS y 11 de las FDS muertos.   En dirección a Dayr Hafir, el ENS habría logrado flanquear el avance más meridional de las FDS y tomar posesión de un par de aldeas al sur de Maskanah .  Mientras tanto, las primeras conversaciones entre el nuevo gobierno sirio y las FDS surgieron en Damasco. El ENS comenzó a traer refuerzos hacia la dirección de Tishrin el 8 de enero y además se redesplegó a otras líneas del frente del ENS-FDS, lo que sugiere una posible ofensiva contra las FDS desde el área de la " Fuente de la Paz". El ministro de Asuntos Exteriores turco, Hakan Fidan, amenazó con lanzar una operación militar contra las fuerzas kurdas en el norte de Siria si las YPG no abandonan Siria. 
Entre el 9 y el 18 de enero, el ENS continuó presionando la cabeza de puente de las FDS en la presa de Tishrin, recuperando dos colinas al noroeste de ella. En el lado sur del saliente se produjeron combates en las aldeas de Atshana y Khirbet Zamalah .  Se informó que más de 70 combatientes del SNA y 14 de las FDS murieron durante los enfrentamientos.   Además, continuaron los combates tanto en el eje Tishrin como en la zona del puente Qarah Qawzak.   Se informó que la Brigada Sultán Suleiman Shah fue vista disparando artillería hacia posiciones de las FDS cerca de Tishrin el 22 de enero.  Hacia finales de enero, se produjeron batallas en los alrededores de las aldeas de Abu Qalqal, Tel Arish y Najm . Las FDS lanzaron ataques con drones contra posiciones del ENS, destruyendo un sistema de radar y vehículos militares. En medio de los enfrentamientos, un comandante de las YPJ sucumbió a las heridas sufridas en los combates cerca de la presa de Tishrin.   La aviación turca llevó a cabo ataques aéreos contra posiciones de las FDS cerca de Dayr Hafir y la zona del puente Qarah Qawzak. 
Durante todo febrero, el movimiento a lo largo de las líneas del frente se paralizó en gran medida y se produjeron continuas batallas de posiciones en las direcciones de Qarah Qawzak, Tishrin, Dayr Hafir y Al-Khafsah. Ambos bandos realizaron bombardeos de artillería, morteros y cohetes.   Durante el mes se llevaron a cabo múltiples ataques aéreos turcos que llegaron hasta Ain-Issa, Raqqa y Deir-Ez-Zor, mientras que los drones suicidas de las Unidades Mártires Haroun y los ataques ATGM de las YPJ apuntaron a posiciones del ENS, así como a bases militares turcas en la zona rural de Manbij.  A finales de mes, los combates se trasladaron a la línea del frente de Qara Qozak, mientras el SNA intentaba aislar la cabeza de puente de las SDF.  El OSDH estimó que 56 miembros del ENS, 25 FDS y 3 soldados turcos murieron en febrero. 

### Marzo
El 5 de marzo, dos miembros de las FDS murieron en enfrentamientos con el ENS en las líneas del frente de Manbij.

## Negociaciones

### HTS-FDS
En enero de 2025, se iniciaron las conversaciones entre el nuevo gobierno sirio dirigido por HTS y las Fuerzas Democráticas Sirias en Damasco . El objetivo de las negociaciones era integrar a las fuerzas kurdas en la nueva administración y resolver el conflicto con el ENS. El comandante de las FDS, Mazloum Abdi, ha dicho que una de sus demandas centrales es una administración descentralizada, en la que propuso integrar las FDS con el nuevo Ministerio de Defensa, pero como "un bloque militar" sin disolver el grupo. Esta propuesta fue rechazada por el nuevo ministro de Defensa de Siria, Murhaf Abu Qasra, afirmando que un bloque de ese tipo "no es correcto".  Abu Qasra expresó su deseo de finalizar el proceso de integración antes del 1 de marzo.  Al mismo tiempo, no descartó el uso de la fuerza si las negociaciones fracasaran. 
El 29 de enero, el líder del HTS, Ahmed al-Charaa, fue nombrado presidente interino sirio. El portavoz de las operaciones militares de Siria, Hassan Abdel Ghani, anunció en los medios estatales la disolución de todas las facciones armadas del país, que incluyen al SNA y al propio HTS de Al-Sharaa.  En su primera entrevista como presidente, Al-Sharaa dijo a los periodistas de The Economist que se opone a un sistema federal en Siria. Además, Al-Sharaa dijo que Turquía estaba planeando lanzar una operación en toda regla en el norte contra las fuerzas kurdas, pero les pidió que esperaran para dar espacio a las negociaciones para llegar a un acuerdo con las FDS.

### Turquía–Estados Unidos
Se están llevando a cabo conversaciones paralelas entre funcionarios de los aliados de la OTAN, Turquía, y Estados Unidos. Turquía ha tenido vínculos con HTS, apoyando al grupo en su lucha contra la República Árabe Siria. Si bien las FDS han sido un aliado cercano de los Estados Unidos durante su lucha contra ISIL. La mayor preocupación de ambas partes es que si no se llega a un acuerdo se prolongará la guerra civil de 13 años.  El enviado de la ONU, Geir Pedersen, declaró que esperaba que las partes en conflicto se tomaran su tiempo para encontrar una solución diplomática "para que esto no termine en una confrontación militar total". También dijo que Ankara y Washington tienen un papel clave en el apoyo a este esfuerzo. 
El recién nombrado Secretario de Estado, Marco Rubio, reafirmó el apoyo de Estados Unidos a las fuerzas kurdas en Siria durante su audiencia de confirmación. Poco después de asumir el cargo, Rubio mantuvo su primera llamada con el ministro de Asuntos Exteriores turco, Hakan Fidan, en la que “destacó la necesidad de una transición inclusiva en Siria”.Fidan, a su vez, subrayó durante una reunión con el ministro de Asuntos Exteriores iraquí, Fuad Hussein, su llamamiento a la disolución de las UPP kurdas del noreste de Siria. Turquía considera al YPG como una extensión del PKK, que es ampliamente considerado como una organización terrorista.

## Víctimas civiles y crímenes de guerra

### Protesta en la presa de Tishrin
El 8 de enero, los residentes de la ciudad de Al-Hasakah se dirigieron hacia la presa de Tishrin para participar en una sentada de protesta en apoyo de las FDS y contra los ataques turcos en la región.  El convoy civil fue atacado por un dron procedente del área controlada por el ENS dejando varios muertos. 
El 16 de enero se produjo un segundo bombardeo contra un convoy civil cerca de Tishrin, dejando numerosos heridos. Estos ataques provocaron amplias manifestaciones en las zonas controladas por la AANES en el noreste de Siria, condenando los ataques contra civiles.  Las FDS dijeron que el número de muertos entre los manifestantes había aumentado a 20. 
El 18 de enero otro ataque aéreo provocó la muerte del famoso comediante kurdo Bavê Teyar.Una semana después, el 26 de enero, los drones turcos continuaron acosando la manifestación civil, dejando dos civiles muertos y 10 heridos.
Hiba Zayadin, investigadora principal de Human Rights Watch para Oriente Medio y el Norte de África, afirmó que el ENS y Turquía "parecen estar celebrando" estos ataques contra civiles desarmados.

### Otras áreas
El 28 de enero, un ataque aéreo turco alcanzó un mercado público en la ciudad de Sarrin, causando la muerte de 13 civiles y heridas a otros 20, entre ellos mujeres y 4 niños.  
Human Rights Watch ha denunciado varias atrocidades cometidas por el ENS y Turquía, incluido el ataque a una ambulancia que transportaba civiles heridos, que calificó de " crimen de guerra " y afirmó que "es poco probable que un ataque a una ambulancia que transportaba civiles heridos en una carretera abierta sea un accidente". El 29 de enero, un ataque aéreo turco provocó la muerte de tres civiles y siete heridos en Kobani (Ayn Al Arab).